# Malinová (Rakovníki járás)
Malinová település Csehországban, Rakovníki járásban. Malinová Krakovec, Petrovice, Krakov, Hvozd és Panoší Újezd településekkel határos. Lakosainak száma 102 fő (2024. január 1.).

## Népesség
A település lakosságának változását az alábbi diagram mutatja:
| Lakosok száma | 231  | 206  | 167  | 131  | 83   | 73   | 95   | 95   | 99   | 102  |
|               | 1869 | 1890 | 1921 | 1950 | 1980 | 2001 | 2017 | 2019 | 2022 | 2024 |